# Haus Hessen

Stammwappen des Hauses Hessen

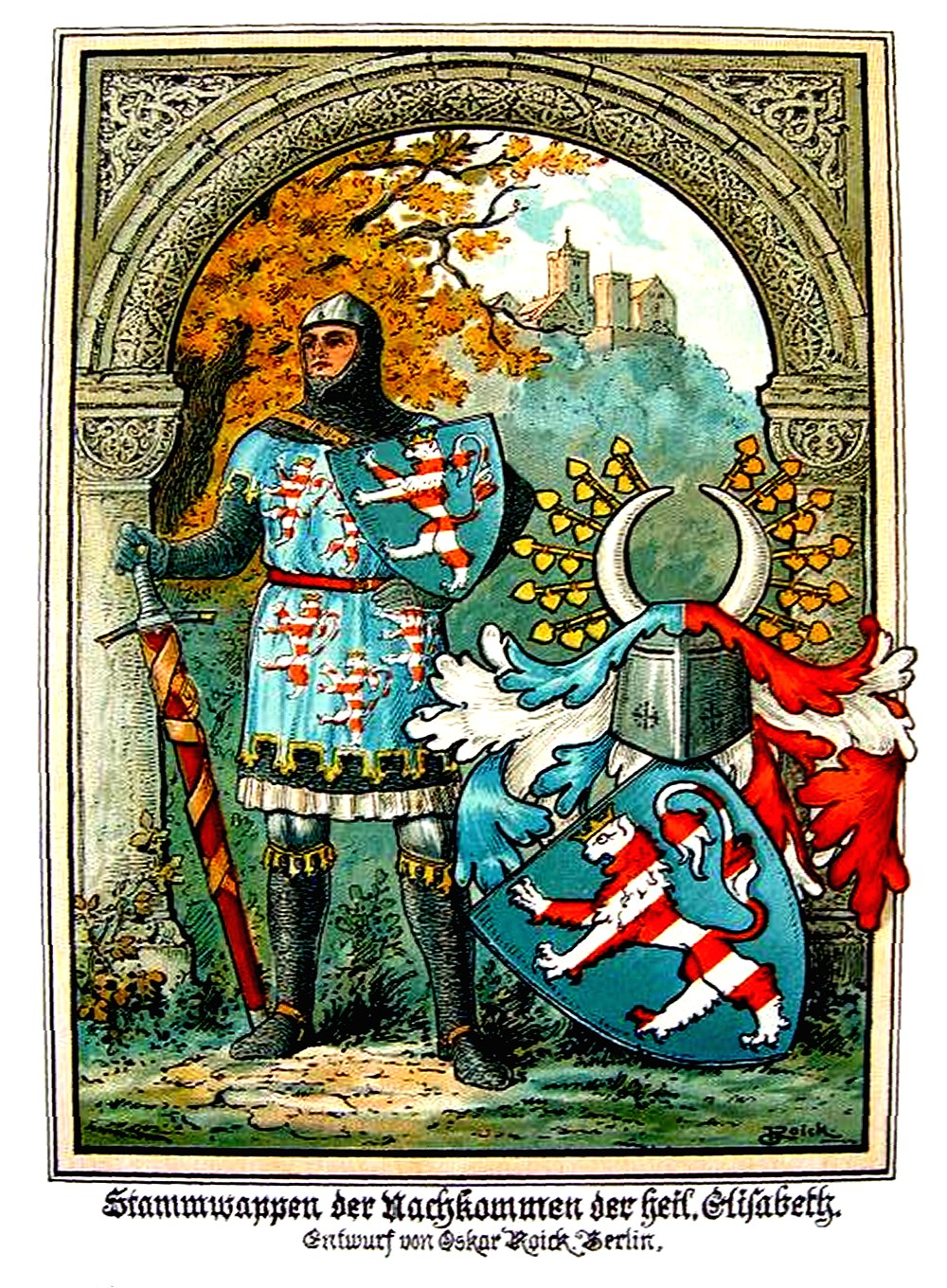
Stammwappen nach Oskar Roick, ca. 1900

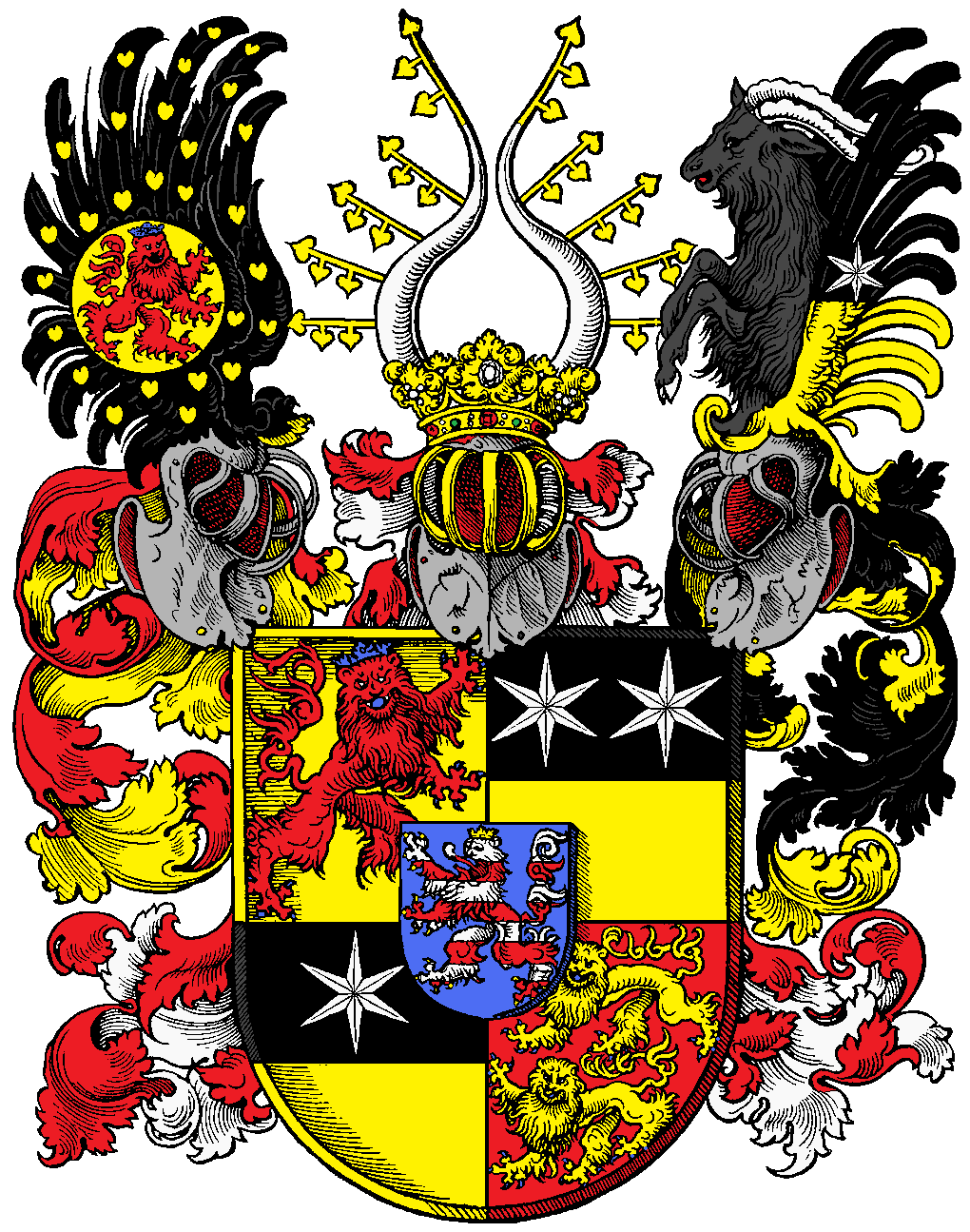
Wappen des Hauses Hessen um 1548

Großes Kurhessisches Staatswappen

Wappen des Großherzogtums Hessen und bei Rhein

Das Haus Hessen ist ein deutsches Adelsgeschlecht, das von 1263 bis 1918 die Herrscher verschiedener Fürstentümer stellte, aus denen das heutige Land Hessen hervorgegangen ist.
Der Begründer der Dynastie war Heinrich I. aus dem brabantischen Zweig der Reginare, der als Ergebnis des Thüringisch-hessischen-Erbfolgekriegs im Jahr 1263 erster Landgraf von Hessen wurde. Seine Nachkommen teilten sich 1568 in zwei und später in weitere Linien auf. Sie herrschten zu unterschiedlichen Zeiten über verschiedene Gliedstaaten des Heiligen Römischen Reichs Deutscher Nation, des Rheinbunds, des Deutschen Bunds und des Deutschen Reichs, zuletzt bis 1866 als Kurfürsten von Hessen-Kassel und  Landgrafen von Hessen-Homburg sowie bis 1918 als Großherzöge von Hessen-Darmstadt.

## Herkunft
Das Haus Hessen entstammt im Mannesstamm den im Herzogtum Brabant herrschenden Reginaren und über die weibliche Linie einem Zweig der Ludowinger, die bis zu ihrem Aussterben im Mannesstamm die Landgrafen von Thüringen stellten. Als Schutzpatronin und Stammmutter des Hauses gilt daher die heilige Elisabeth von Thüringen. Die Ludowinger waren 1122 durch Heirat an die hessischen Grafschaften der Gisonen gekommen, ehe sie wenig später (1131) zu Landgrafen von Thüringen erhoben wurden.
Durch die Tatkraft der Tochter Elisabeths, der Landgrafentochter Sophie, verheiratete Herzogin von Brabant, erlangte deren Sohn Heinrich (* 24. Juni 1244; † 21. Dezember 1308 in Marburg) die Stellung eines Landgrafen von Hessen. Sophie setzte nach dem Aussterben der Ludowinger im Mannesstamm im Thüringisch-Hessischen Erbfolgekrieg (1247–1264) ein eigenes hessisches, von Thüringen getrenntes Territorium für ihren Sohn durch, während Thüringen an die sächsischen Wettiner fiel, die es in die Ernestinischen Herzogtümer aufteilten.
1. Landgraf Hermann I. von Thüringen (* 1155; † 1217)
  1. Landgraf Ludwig IV., der Heilige, von Thüringen (* 1200; † 1227)
 ⚭ Elisabeth von Ungarn, Heilige Elisabeth, (* 1207; † 1231)
    1. Landgraf Hermann II. von Thüringen (* 1222; † 1241)
    2. Sophie von Thüringen (* 1224; † 1275)
 ⚭ Herzog Heinrich II. von Brabant (* ?; † 1248)
      1. Landgraf Heinrich I. von Hessen, „das Kind“ (* 1244; † 1308)

    3. Gertrud (* 1227; † 1297), Äbtissin in Kloster Altenberg

  2. Heinrich Raspe (* 1204; † 1247), 1246 gewählter römischer (Gegen-)König
 ⚭ Elisabeth von Brandenburg (* ?; † 1231)
  3. Konrad (* ?; † 1240), Hochmeister des Deutschen Ordens

Mit Heinrich I. von Hessen beginnt die eigentliche Stammlinie des Hauses Hessen. Für die ausführliche Stammliste siehe Stammliste des Hauses Hessen.

## Landgrafen von Hessen bis 1567
1292 wurde die Landgrafschaft Hessen für Landgraf Heinrich I. von Hessen von König Adolf von Nassau als Reichsfürstentum bestätigt und damit endgültig von Thüringen getrennt.
Die hessische Landgrafschaft umfasste zunächst im Wesentlichen Teile des heutigen Nordhessen in Niederhessen und Oberhessen, wobei das damalige Oberhessen nur zu einem geringen Grad deckungsgleich war mit der gleichnamigen Provinz des Großherzogtums Hessen im 19. Jahrhundert. Diese Gebiete basierten auf den ehemaligen Grafschaften der Gisonen an Lahn und Ohm und der Grafen Werner an Eder und Fulda. Nicht zur Landgrafschaft gehörten insbesondere die beiden Grafschaften Waldeck und Ziegenhain, der erhebliche Streubesitz des Erzbistums Mainz und die Gebiete der beiden Reichsabteien Fulda und Hersfeld.

## Erbteilung 1567

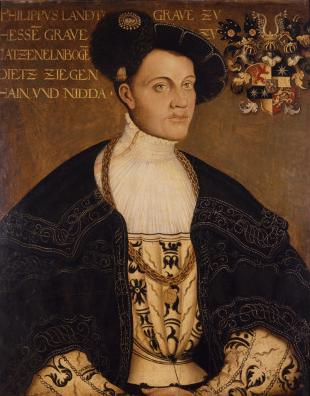
Philipp von Hessen

Nach dem Tod Philipps des Großmütigen, Landgraf von Hessen, am 31. März 1567 wurde die Regierung der mittlerweile territorial erheblich gewachsenen und arrondierten Landgrafschaft Hessen unter seinen vier Söhnen aus erster Ehe aufgeteilt. Sie bildeten nun vorerst vier regierende Linien des Hauses in Hessen:
- Hessen-Kassel umfasste etwa die Hälfte des Landes und die hessische Hauptstadt Kassel. Diese älteste Linie existiert noch heute in den Zweigen Hessen(-Kassel)-Rumpenheim und Hessen(-Kassel)-Philippsthal-Barchfeld. Weiterhin besteht das Haus der Fürsten von Hanau als morganatische Nachkommen des letzten regierenden Kurfürsten von Hessen-Kassel bis in die Gegenwart fort.

- Hessen-Marburg und
- Hessen-Rheinfels starben schon nach einer Generation aus.
- Hessen-Darmstadt, die jüngste Linie bestand ebenfalls bis ins 20. Jahrhundert. Ihr Erbe fiel an Hessen(-Kassel)-Rumpenheim.

Diese Teilung der Landgrafschaft war mitursächlich für den geschwundenen Einfluss Hessens auf die Politik im Reich, die beiden verbliebenen Linien standen sich zudem häufig feindlich gegenüber. Die Teilung bestimmte die Geschichte Hessens bis zum 19. September 1945, als durch die Proklamation Nr. 2 der amerikanischen Militärregierung die ehemaligen preußischen Provinzen Kurhessen, Nassau und der Volksstaat Hessen zum Land „Großhessen“ vereinigt wurden.

## Grafen von Diez
Die Grafen von Diez waren die unebenbürtigen Nachkommen aus der zweiten, bigamistischen Ehe Philipps des Großmütigen mit Margarethe von der Saale.

## Hessen-Kassel und Nebenlinien
Bis 1866 regierten Philipps Nachkommen in der älteren Kasseler Linie, zunächst als Landgrafen und ab 1803 als Kurfürsten die Landgrafschaft Hessen-Kassel. Als ein Ergebnis des Wiener Kongresses und des Beitritts von Hessen-Kassel zum Deutschen Bund wurde ab 1815 die Bezeichnung Kurfürstentum Hessen, oder kurz Kurhessen, allgemein gebräuchlich.

### Landgrafschaft Hessen-Kassel
Stammlisten:
1. Stammliste des Hauses Hessen#Linie Hessen-Kassel (bis Karl (Hessen-Kassel))
2. Stammliste des Hauses Hessen#Linie Hessen-Kassel (ab Karl (Hessen-Kassel))

### Kurfürstentum Hessen
Mit der Bezeichnung Kurfürstentum Hessen, kurz Kurhessen, wurde Hessen-Kassel ab 1815 als Staat des Deutschen Bundes geführt, da der Herrscher der Landgrafschaft Hessen-Kassel 1803 die erbliche Würde eines Kurfürsten erhalten hatte. Zwar blieb Hessen-Kassel bis zu seinem Ende 1866 staatsrechtlich eine Landgrafschaft, sein Herrscher hatte jedoch Präzedenz gegenüber dem Vetter im Großherzogtum Hessen-Darmstadt.
Die Titulatur des regierenden Fürsten in Kassel lautete ab der nachnapoleonischen Konsolidierung: Kurfürst und souveräner Landgraf von Hessen, Großherzog von Fulda, Fürst zu Hersfeld, Fürst zu Hanau, Fürst zu Fritzlar und Fürst zu Isenburg, Graf zu Katzenelnbogen, Graf zu Dietz, Graf zu Ziegenhain, Graf zu Nidda, Graf zu Schaumburg, etc., etc.
Die zweite und dritte Ehe des Kurfürsten Wilhelm II. und die Ehe des Kurfürsten Friedrich Wilhelm waren morganatisch und also ohne thronberechtigte Nachkommen.
Wilhelm II. dankte faktisch nach der Julirevolution von 1830 im Jahr 1831 zugunsten seines Sohnes Friedrich Wilhelm ab. Dieser, 1866 durch Preußen abgesetzt, war der letzte hessische Kurfürst. Wegen seiner morganatischen Ehe ging nach seinem Tod die Landgrafenwürde sowie der Anspruch auf den kurhessischen Thron auf Friedrich Wilhelm aus der Nebenlinie Hessen-Kassel-Rumpenheim über.

### König von Schweden
Durch Abdankung seiner Gemahlin Ulrika Eleonore regierte Friedrich von Hessen-Kassel von 1720 bis zu seinem Tod im Jahre 1751 das Königreich Schweden.

#### Fürsten von Hessenstein
Die Grafen bzw. Fürsten von Hessenstein entstammten einer außerehelichen Beziehung zwischen König Friedrich I. von Schweden, regierender Landgraf von Hessen-Kassel, und der schwedischen Gräfin Hedvig Ulrika Taube. Die 1741 geschaffene Linie bestand nur aus den beiden Brüdern Friedrich Wilhelm (1735–1808) und Karl Eduard (1737–1769) und erlosch mit dem Tod von Friedrich Wilhelm.

### Freiherren von Cornberg
Die Freiherren von Cornberg gingen aus der außerehelichen Verbindung zwischen Landgraf Wilhelm IV. und Elisabeth Wallenstein hervor und gehören somit adelsrechtlich nicht zum Haus Hessen.

### Rotenburger Quart
Landgraf Moritz der Gelehrte von Hessen-Kassel errichtete durch Hausvertrag vom 12. Februar 1627 und 1. September 1628 zur Ausstattung seiner Söhne aus zweiter Ehe mit Juliane von Nassau-Dillenburg einen teil-souveränen Herrschaftsbereich, die sogenannte Rotenburger Quart. Er etablierte damit nach dem Volljährigwerden von Julianes Söhnen die Linien Hessen-Rotenburg, Hessen-Eschwege und Hessen-Rheinfels, die jedoch zügig zu Hessen-Rheinfels-Rotenburg konsolidierten.
Die Rotenburger Quart (Quart = lat. Viertel) umfasste etwa ein Viertel des Hessen-Kasseler Territoriums und blieb bis zum Heimfall an Hessen-Kassel reichsrechtlich – im Besonderen in Angelegenheiten der Außenpolitik und der Verteidigung – unter der Oberhoheit von Hessen-Kassel. Das gemeinschaftliche Erbe der Quart umfasste die Nieder-Grafschaft Katzenelnbogen mit der Festung Rheinfels, die Ämter und Städte Rotenburg an der Fulda, Wanfried, Eschwege, Treffurt, Ludwigstein, die Herrschaft Plesse, und das Amt Gleichen.
Die in der Quart regierenden Linien spalteten sich wiederholt auf und vereinigten sich im Erbgang wieder; sie werden unter dem Oberbegriff Hessen-Rheinfels-Rotenburg bzw. Hessen-Rotenburg zusammengefasst. Schon in der ersten Generation hatte nach Erbgang lediglich die Linie Hessen-Rheinfels-Rotenburg Bestand, die sich später nur noch Hessen-Rotenburg nannte. Bis zur Einführung der Primogenitur entstanden jedoch auch aus Hessen-Rotenburg wiederholt kurzlebige Nebenlinien.
Die Linie Hessen-Rotenburg erlosch 1834 im Mannesstamm, und 1851 starb auch der letzte weibliche Namensträger kinderlos. Damit erlosch 1834 die Rotenburger Quart und 1851 die einzige römisch-katholisch gewordene Linie im Haus Hessen.

#### Hessen-Rotenburg
Hessen-Rotenburg entstand als teilsouveräne Landgrafschaft mit der Errichtung der Rotenburger Quart, erlangte im Erbgang die Besitzungen von Hessen-Eschwege, um dann selbst schon in der ersten Generation mit dem Tod des kinderlosen Landgrafen Hermann von Hessen-Rotenburg (* 15. August 1607 in Kassel; † 25. März 1658 in Rotenburg) im Erbgang mit Hessen-Rheinfels zu Hessen-Rheinfels-Rotenburg zu verschmelzen.
Nach einer von Hessen-Kassel genehmigten Anpassung der Erbregelungen im Hausvertrag zur Rotenburger Quart verschwand später „Rheinfels“ aus der Titulatur, und die Linie nannte sich fortan nur noch Hessen-Rotenburg.

#### Hessen-(Rheinfels)-Rotenburg
Landgraf Ernst von Hessen-Rheinfels erbte bereits in der ersten Generation die Teilfürstentümer Hessen-Eschwege und die namensgebende Landgrafschaft Hessen-Rotenburg. Er übernahm damit die gesamte Rotenburger Quart und nannte sich fortan Landgraf von Hessen-Rheinfels-Rotenburg. Seine Nachkommen nannten sich nach einer Änderung der Erbregeln in der Rotenburger Quart später nur noch Landgrafen von Hessen-Rotenburg.
Zusammen mit seiner Familie wurde Ernst 1652 katholisch. Da Ernst erster Gesamterbe der Rotenburger Quart war, waren alle Zweige der Linie Hessen-Rheinfels-Rotenburg in der Folge ebenfalls katholisch.

#### Hessen-Eschwege
Hessen-Eschwege entstand als teil-souveräne Landgrafschaft mit der Errichtung der Rotenburger Quart, erlosch jedoch mit dem Tod von Landgraf Friedrich schon in der ersten Generation.

#### Hessen-Wanfried
Zeitweise auch Hessen-Wanfried-Rheinfels u. a. Die Titulierungen spiegelten wechselnde Besitzverhältnisse wider: Die Besatzungsrechte der Burg Rheinfels waren 1711 durch Hessen-Kassel von Hessen-Rotenburg entzogen und 1718 Hessen-Wanfried zugesprochen worden. Das Residenzschloss in Eschwege war von 1667 bis 1713 verpfändet. 1713 wurde die Verpfändung ausgelöst und Christian von Hessen-Wanfried als Ersatz für seinen Verzicht auf die Landgrafschaft Hessen-Wanfried zugesprochen. Erst 1731, nach dem Tode seines Bruders Wilhelm von Hessen-Wanfried-(Rheinfels), wurde Christian erneut Landgraf von Hessen-Wanfried. Er verlegte nach und nach seine Residenz nach Eschwege. Die Besatzungsrechte der Burg Rheinfels wurden 1735 von Christian endgültig an Hessen-Kassel abgetreten. Mit Christians Tod 1755 fiel die Landgrafschaft Hessen-Wanfried nach 79 Jahren (von 1676 bis 1755) zurück an Hessen-Rotenburg.

### Hessen-Philippsthal und Hessen-Philippsthal-Barchfeld
1685 wurde von Philipp, dem dritten Sohn des Landgrafen Wilhelm VI. und der Prinzessin Hedwig Sophie von Brandenburg, die Linie Hessen-Philippsthal gegründet, aus der später auch die Linie Hessen-Philippsthal-Barchfeld hervorging.
Hessen-Philippsthal-Barchfeld ist eine der beiden noch heute bestehenden Linien des Hauses Hessen.

#### Prinzen von Ardeck
Die Prinzen von Ardeck sind aus der Ehe zwischen Wilhelm von Hessen-Philippsthal-Barchfeld und Prinzessin Maria von Hanau und zu Hořowitz hervorgegangen.

### Hessen-Kassel-Rumpenheim
Ab 1875 trat die Hessen-Kasseler Nebenlinie Hessen-Kassel-Rumpenheim an Stelle der Linie Hessen-Kassel, älteste Linie im Haus Hessen, und ist als Hessen-Kassel oder Hessen-Kassel-Rumpenheim anzusprechen. Neben der Linie Hessen-Philippsthal-Barchfeld ist Hessen-Kassel-Rumpenheim eine der beiden heute noch bestehenden Linien des Hauses Hessen.
1875, nach dem Tod des letzten hessischen Kurfürsten, Friedrich Wilhelm, ging der Familienfideikommiss an Hessen-Kassel-Rumpenheim, denn die Kinder des Kurfürsten aus der morganatischen Ehe mit Gertrude Lehmann waren nach dem hessischen Hausgesetz hinsichtlich des Fideikommissvermögens nicht nachfolgefähig. Die Linie Hessen-Kassel-Rumpenheim wird ab diesem Zeitpunkt als Hessen-Kassel(-Rumpenheim) bezeichnet. Friedrich Karl von Hessen-Kassel-Rumpenheim (1868–1940) wurde 1918 zum König von Finnland gewählt, ohne das Amt aber noch antreten zu können.
Am 26. Januar 1997 erlosch mit dem Tod der Prinzessin Margaret von Hessen und bei Rhein auch die Linie Hessen-Darmstadt. Ihr Erbe fiel ebenfalls an die Linie Hessen-Kassel-Rumpenheim. Nach über 400 Jahren war damit die Trennung der beiden Hauptlinien des Hauses Hessen beendet.

### Freiherren von Heimrod
Die Freiherren von Heimrod sind außereheliche Nachkommen des Kurfürsten Wilhelm I. von Hessen mit Charlotte Christine Buissine und gehören somit adelsrechtlich nicht zum Haus Hessen.

### Freiherren von Haynau

Wappen der Freiherren von Haynau

Die Freiherren von Haynau sind außereheliche Nachkommen des Kurfürsten Wilhelm I. von Hessen mit Rosa Dorothea Ritter, Freifrau von Lindenthal, und gehören somit adelsrechtlich nicht zum Haus Hessen.

### Grafen von Hessenstein
Die Grafen von Hessenstein sind außereheliche Nachkommen des Kurfürsten Wilhelm I. mit Karoline von Schlotheim und gehören somit adelsrechtlich nicht zum Haus Hessen. Siehe Stammliste des Hauses Hessen#Linie Hessen-Kassel (ab Karl (Hessen-Kassel)).

### Grafen von Reichenbach-Lessonitz
Die Grafen von Reichenbach-Lessonitz sind Nachkommen des Kurfürsten Wilhelm II. von Hessen aus seiner morganatischen Ehe mit Emilie Ortlepp oder Ortlöpp und gehören somit adelsrechtlich nicht zum Haus Hessen.

### Fürsten von Hanau

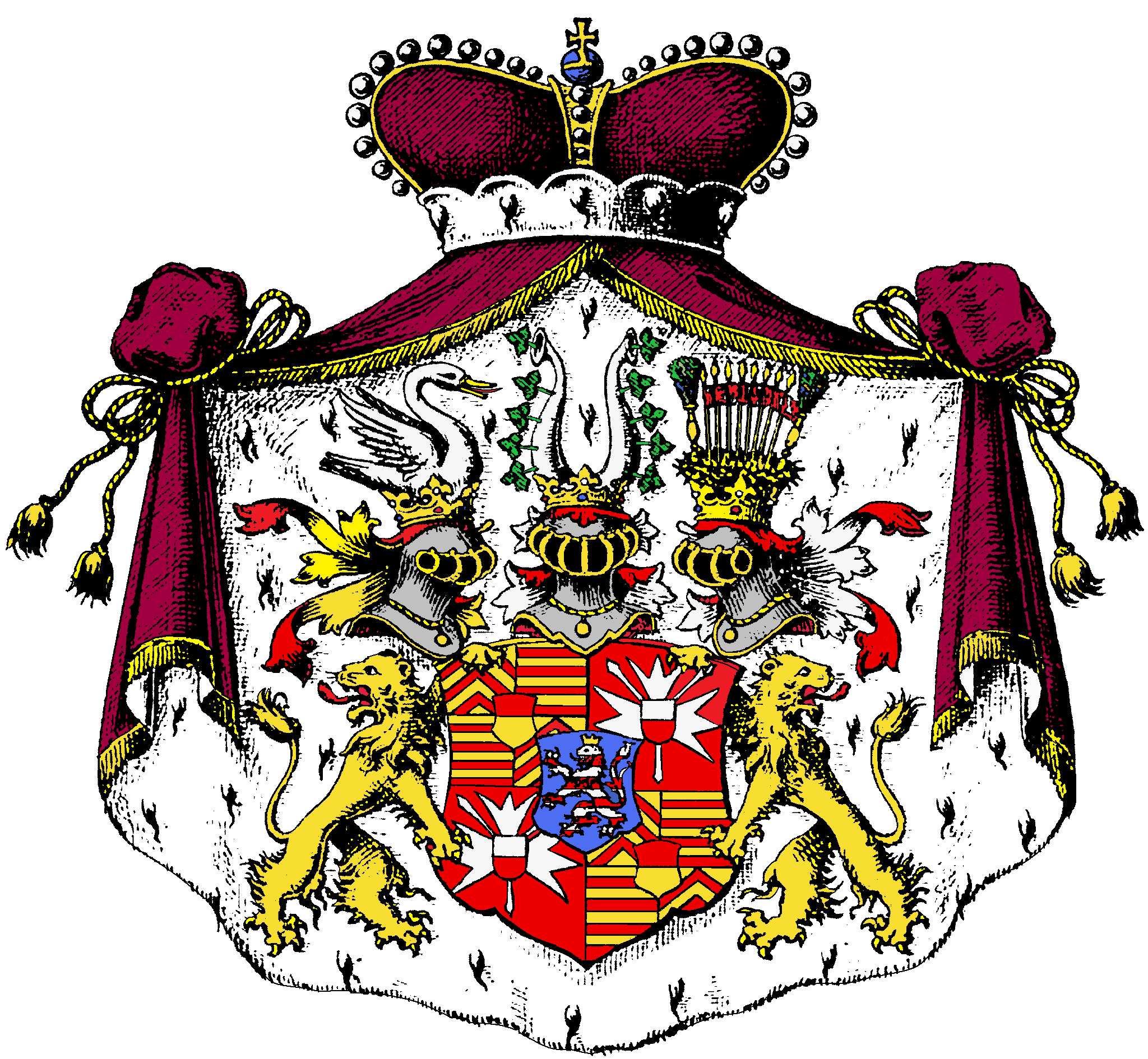
Wappen Fürst von Hanau, Graf von Schaumburg

Die Nachkommen Friedrich Wilhelms I., des letzten regierenden Kurfürsten von Kurhessen, entstammen einer nicht durch das Hausgesetz legitimierten morganatischen Ehe. Sie gehören somit adelsrechtlich nicht zum Haus Hessen, sondern konstituierten das heute noch bestehende Haus Hanau und tragen den Namen Fürsten/Prinzen von Hanau und zu Hořowitz, Grafen von Schaumburg. Die Familie gehört zur heute noch bestehenden Althessischen Ritterschaft.

## Hessen-Marburg
Hessen-Marburg entstand aus der Erbteilung nach dem Tod des Landgrafen Philipp des Großmütigen und wurde seinem zweiten Sohn, Ludwig IV. von Hessen-Marburg (* 1537; † 1604), zugeteilt. Da er keine Nachkommen hatte, fiel sein Erbteil nach seinem Tod an die Familien seiner Brüder zurück.

## Hessen-Rheinfels
Hessen-Rheinfels (ältere Linie) entstand aus der Erbteilung nach dem Tod des Landgrafen Philipp des Großmütigen und wurde seinem dritten Sohn, Philipp d. Jüngeren (* 1541; † 1583), zugeteilt. Da er keine Nachkommen hatte, fiel sein Erbteil nach seinem Tod an die Familien seiner Brüder zurück.

## Hessen-Darmstadt und Nebenlinien
Im südlichen Teil des heutigen Hessen und einem Teil des heutigen Bundeslandes Rheinland-Pfalz regierte die Linie Hessen-Darmstadt von 1567 bis 1918, zunächst als Landgrafen, ab 1806 als Großherzöge von Hessen.

### Großherzogtum Hessen
Die Titulatur des regierenden Fürsten in Darmstadt lautete ab der nachnapoleonischen Konsolidierung: Großherzog von Hessen und bei Rhein, souveräner Landgraf zu Hessen, Fürst zu Hersfeld, Mainz, Worms, Graf zu Katzenelnbogen, Dietz, Ziegenhain, Nidda, Hanau, Schaumburg, Isenburg und Büdingen, Herr zu Friedberg und Wimpfen, etc. etc.

### Battenberg – Mountbatten – Mountbatten-Windsor
Durch die morganatische Ehe des Prinzen Alexander von Hessen-Darmstadt (* 1823; † 1888) mit Gräfin Julia Hauke (* 1825; † 1895), später von ihrem Schwager, dem Großherzog Ludwig III., zunächst zur Gräfin, dann zur Fürstin von Battenberg erhoben, entstand 1858 das Haus Battenberg, dessen englische Linie 1917 in „Mountbatten“ umbenannt wurde. Die hiervon über eine weibliche Linie abstammenden Mitglieder der britischen Königsfamilie nennen sich Mountbatten-Windsor.

### Hessen-Bingenheim
Von 1650 bis 1681 wurde die Linie Hessen-Homburg auch Hessen-Bingenheim genannt. Der zweite Landgraf von Hessen-Homburg, Wilhelm Christoph, lebte ab 1650 bevorzugt in der zum Schloss ausgebauten Burg Bingenheim und wurde daher meist Landgraf zu Bingenheim genannt, insbesondere nachdem er 1669 Stadt und Amt Homburg an seinen Bruder Georg Christian verkauft hatte.

### Hessen-Braubach
Landgraf Johannes von Hessen-Braubach (* 1609; † 1651) war ein nachgeborener Sohn Landgraf Ludwig V. von Hessen-Darmstadt. Er starb kinderlos, so dass sein Teilterritorium an die Landgrafschaft Hessen-Darmstadt zurückfiel.

### Hessen-Butzbach
Von 1609 bis 1643 regierte Landgraf Philipp III. von Hessen-Butzbach in einem Teilterritorium der Landgrafschaft Hessen-Darmstadt. Er verstarb ohne Nachkommen, wodurch mit seinem Tod die Linie Hessen-Butzbach bereits wieder erlosch. Das Erbe fiel an Hessen-Darmstadt zurück.

### Hessen-Homburg
Die Landgrafen von Hessen-Homburg waren eine Nebenlinie des Hauses Hessen-Darmstadt, die von 1622 bis 1866 in Hessen-Homburg regierte.

### Hessen-Homburg-Limpurg
Ludwig Georg von Hessen-Homburg (* 1693; † 1728) war der einzige Sohn des Landgrafen Friedrich II. von Hessen-Homburg aus der Ehe mit seiner dritten Gemahlin, der Gräfin Sophie Sibylle von Leiningen-Westerburg-Oberbronn (1656–1724). Durch Ludwig Georgs Ehe mit Gräfin Christine von Limpurg-Sontheim erwarb Hessen-Homburg eine kurzfristige Anwartschaft auf Limpurg-Sontheim, was sich auch im Wappen Ludwig Georgs niederschlug. Von den drei Nachkommen überlebte nur die Tochter Sofie Charlotte. Sie heiratete am 26. September 1727 Karl Philipp von Hohenlohe-Bartenstein, sodass die Erbansprüche an das Haus Hohenlohe übergingen.

### Hessen-Itter
Georg (III.) von Hessen-Darmstadt (* 1632; † 1676) war der zweite Sohn des Landgrafen Georg II. von Hessen-Darmstadt (* 1605; † 1661) und erhielt nach dem Tod seines Vaters die kleine Herrschaft Itter um das nordhessische Vöhl als Paragium. Da er ohne männlichen Erben verstarb, endete auch mit ihm die Linie Hessen-Itter.

### Grafen von Nidda
Die Grafen von Nidda waren außereheliche Nachkommen des Prinzen Georg (* 1780; † 1856) mit Caroline Török de Szendrő (* 1786; † 1862), bzw. des Prinzen Heinrich (* 1838; † 1900)  mit Caroline Willich gen. von Pöllnitz. Sie gehören somit adelsrechtlich nicht zum Haus Hessen. Siehe Stammliste des Hauses Hessen#Linie Hessen-Darmstadt (ab Ernst Ludwig (Hessen-Darmstadt, Landgraf)).

## Heutiger Name
Erbberechtigt im Hinblick auf den Familienfideikommiss war 1875 für Hessen-Kassel der heute noch bestehende Zweig Hessen(-Kassel)-Rumpenheim, nicht aber die Prinzen und Prinzessinnen von Hanau.
Auch im Haus Hessen wurde aufgrund der Bestimmung des Adelsgesetzes vom 23. Juni 1920 eine Namenswahl vorgenommen, und man wählte den Namen: Prinz und Landgraf von Hessen. Geübte Praxis in der Familie ist es, dass nur der Chef des Hauses auch unter der Bezeichnung „Landgraf von Hessen“ öffentlich auftritt oder als solcher unterzeichnet.
Angaben wie Hessen-Kassel und Hessen-Darmstadt sind, streng genommen, nicht die korrekten Namen, sondern Sekundärbezeichnungen, um die einzelnen Linien des Gesamthauses besser voneinander unterscheiden zu können. Sie wurden von der Familie selbst nie gebraucht.

## Das Haus Hessen nach 1918
Nach 1918 bestanden neben den Hauptlinien Hessen-Darmstadt und Hessen-Kassel mit seinen Zweigen Hessen-Philippsthal und Hessen-Philippsthal-Barchfeld noch das Haus Hanau und das Haus Battenberg.

### Zusammenführung der Hauptlinien Hessen-Kassel und Hessen-Darmstadt
1968 verstarb mit Ludwig Prinz von Hessen und bei Rhein der letzte männliche Vertreter der Linie Hessen-Darmstadt – der früheren Großherzöge von Hessen und bei Rhein. 1997 verstarb mit Ludwigs Witwe Margaret die letzte lebende Person der Linie Hessen-Darmstadt und beschloss diese damit.
Moritz von Hessen aus der Linie Kassel-Rumpenheim erbte als Adoptivsohn und brachte auch die Hinterlassenschaft der Linie Hessen-Darmstadt in die Hessische Hausstiftung ein. In der Person von Moritz von Hessen wurden damit die beiden seit 1567 getrennten Linien des Hauses Hessen wieder vereinigt, die 400-jährige Teilung des Hauses Hessen war damit beendet.

### Chefs der Hessischen Häuser
Chefs des Hauses Hessen-Darmstadt:
- 1918–1937: Ernst Ludwig (1868–1937)
- 1937: Georg Donatus (1906–1937)
- 1937–1968: Ludwig (1908–1968)

Chefs des Hauses Hessen-Kassel, seit 1968 des Gesamthauses Hessen:
- 1918–1925: Alexander Friedrich (1863–1945), verzichtete 1925 zugunsten seines jüngeren Bruders:
- 1925–1940: Friedrich Karl (1868–1940)
- 1940–1980: Philipp (1896–1980) (seit 1968 Chef des Gesamthauses Hessen)
- 1980–2013: Moritz (1926–2013)
- seit 2013: Heinrich Donatus (* 1966)

Chefs der Häuser Hessen-Philippsthal und Hessen-Philippsthal-Barchfeld:
- 1918–1925: Ernst Landgraf von Hessen-Philippsthal (1846–1925) (kinderlos, mit ihm erlosch die Linie Hessen-Philippsthal)
- 1918–1954: Chlodwig Landgraf von Hessen-Philippsthal-Barchfeld (1876–1954)
- seit 1954: Wilhelm Prinz und Landgraf von Hessen (* 1933)

Weiterhin bestehen heute noch das ehemals fürstliche Haus Hanau, entstanden aus der Hauptlinie Hessen-Kassel, und das Haus Battenberg (seit 1917 Mountbatten), entstanden aus der Linie Hessen-Darmstadt.
Weitere legitime Nachkommen des Hauses Hessen leben seit dem Zweiten Weltkrieg in Österreich.

## Hessische Hausstiftung und Althessische Ritterschaft
Das Erbe der Hessischen Landgrafen, Kurfürsten und Großherzöge wird heute durch die Hessische Hausstiftung gepflegt, die 1928 als Kurhessische Hausstiftung gegründet wurde.
Das Museum der Stiftung hat seinen Sitz im Schloss Fasanerie bei Eichenzell in der Nähe von Fulda. Der Stiftungsvorsitz liegt heute bei Heinrich Donatus Landgraf von Hessen.
Die Landgrafen von Hessen gehören weiter der Althessischen Ritterschaft seit deren Gründung an. Diese ist heute die älteste Stiftung in Hessen mit Sitz im ehemaligen Kloster Kaufungen bei Kassel.